# Stenopsyche lobulata
Stenopsyche lobulata är en nattsländeart som beskrevs av Navás 1930. Stenopsyche lobulata ingår i släktet Stenopsyche och familjen Stenopsychidae. Inga underarter finns listade i Catalogue of Life.